# Horká hlava
Horká hlava (v originále Coup de tête) je francouzský komediálně-dramatický film z roku 1979, který režíroval Jean-Jacques Annaud. Snímek měl světovou premiéru dne 14. února 1979.

## Děj
Perrin přišel o místo v městském fotbalovém týmu a také o práci a bydlení. Byl obviněn ze zločinu, který nespáchal, a byl zatčen. Ale jen na krátkou dobu. Kvůli nedostatku kvalifikovaných hráčů je propuštěn z vazby, aby pomohl svému týmu vyhrát další zápas, což se mu skvěle podaří. Perrin se stává  hrdinou města a uvádí do rozpaků místní významné osobnosti: co s ním dělat?

## Obsazení
| Patrick Dewaere          | François Perrin                     |
| France Dougnac           | Stéphanie Lefèvre                   |
| Dorothée Jemma           | Marie                               |
| Jean Bouise              | Sivardière, předseda klubu Trincamp |
| Michel Aumont            | Brochard, majitel garáží            |
| Paul Le Person           | Lozerand, obchodník s nábytkem      |
| Jacqueline Doyen         | paní Lozerandová                    |
| Corinne Marchand         | paní Sivardière                     |
| Robert Dalban            | Jeanjean                            |
| Bernard-Pierre Donnadieu | Lucien, manžel Marie                |
| Janine Darcey            | sekretářka                          |
| Catherine Samie          | paní Brochardová                    |
| Dora Doll                | řeholnice                           |
| Maurice Barrier          | Berri, majitel kavárny              |
| Hubert Deschamps         | ředitel věznice                     |
| Gérard Hernandez         | policejní inspektor Bercot          |
| Michel Fortin            | Langlumey, trenér                   |
| Patrick Floersheim       | Berthier                            |
| Marianne Lors            | paní Berthierová                    |
| François Dyrek           | řidič náklaďáku                     |
| Jacques Frantz           | řidič náklaďáku                     |
| Éric Lipmann             | starosta                            |
| Jacques Monnet           | ředitel hotelu                      |
| Jean-Pierre Darroussin   | novinář                             |
| Mario David              | sekundant                           |
| Muriel Montossey         | paní Bercotová                      |
| Claude Legros            | Poilane, hotelový poslíček          |
| Jean-Paul Muel           | policejní inspektor Mangin          |
| Pascal Benezech          | učeň u garážisty Brocharda          |

## Ocenění
- César: nejlepší herec ve vedlejší roli (Jean Bouise)